# Боэри, Лив
Оливия «Лив» Боэри (англ. Olivia “Liv” Boeree, 18 июля 1984 года) — телеведущая, спикер, писатель и профессиональный игрок в покер. Чемпион Мировой серии покера и Европейского покерного тура. Единственная женщина в истории, выигравшая и браслет WSOP, и турнир EPT. Её призовые в оффлайн турнирах составляют более $6 600 000.

## Биография
Оливия Боэри родилась в графстве Кент (Англия). Проходила обучение в университете Манчестера на факультете астрофизики. Популярность завоевала в качестве модели и телеведущей различных шоу.

## Покерная карьера

### Первые шаги
С покером Боэри познакомилась в 2005 году, принимая участие в одном из британских реалити-шоу. Позже стала появляться в различных программах, посвященных покеру.

### Крупные выигрыши
Первый крупный выигрыш Лив получила на турнире European Ladies Championship в 2008 году. Сумма её призовых составила $42 000. 

В 2009 году на Five Star World Poker Classic 2009 в Лас-Вегасе играла 2 финальных стола в сайд-ивентах, также попала в топ-40 на Главном Событии WPT Championship с бай-ином $25 000.
В 2010 году посетила Италию для участия в European Poker Tour (EPT) в Сан-Ремо. На главное событие тура зарегистрировалось 1240 человек. После нескольких дней напряженной игры Лив одержала победу, получив $1 698 300.
Другие заметные результаты включают в себя второе место в главном турнире UKIPT в Эдинбурге 2014 года и $97 058 призовых, 3-е место в турнире хайроллеров EPT в Барселоне с призовыми €391 000 в августе 2015 года, 1-е место на Poker After Dark в 2017 году с выигрышем $150 000.
В 2017 году на World Series of Poker в Лас-Вегасе Боэри, вместе с Игорем Кургановым, выиграла $273 964 на командном турнире $10,000 Tag Team No-Limit Hold'em Championship.
Заняла 4-е место на WSOP Paradise Super Main Event на Багамах 20.12.2024, получив $ 2 800 000 обновив свой рекорд в том числе и среди женщин.

### Награды
В 2010 году победила в номинации «Ведущий женский игрок Европы».
В 2014 и 2015 годах становилась лучшим женским игроком по мнению European Poker Awards. Победитель определялся по очкам Global Poker Index.

## Благотворительность
В 2014 году Боэри стала соучредителем Raising for Effective Giving (REG), организации, которая продвигает рациональный подход к благотворительности, часто называемый эффективным альтруизмом,  и предоставляет советы по выбору благотворительных организаций на основе определенных критериев. Организация также публикует ежегодное руководство по эффективным пожертвованиям с указанием того, какие благотворительные организации могут быть достойны получения средств и по каким этическим причинам.

## Спикер
В феврале 2018 года Боэри впервые выступила на конференции TEDx в Манчестере с докладом о преимуществах мышления в вероятностях . В апреле 2018 года выступила на конференции TED в Ванкувере во время их первой сессии «TED Unplugged» с речью «Три жизненных урока за покерным столом».
В качестве приглашенного докладчика выступала на Web Summit Дублин в ноябре 2015 года, в Оксфордском университете в мае 2016 года, фестивале науки в Челтенеме в июне 2016 года, в Колледже Иисуса в Кембридже в феврале 2017 года. Выступала с речью на конференции Effective Altruism Global 2015 в Сан-Франциско наряду с такими знаменитостями как Илон Маск и Ник Бостром.
Также появлялась в подкасте у Шона Кэрролла (Эпизод 6, 24 июля 2018).